# Maria Leer
Maria Leer (Edam, 20 juni 1788 – Leiden, 3 juli 1866) was een van de leidende figuren van de Christelijke Broedergemeente, ook wel de Zwijndrechtse Nieuwlichters genoemd.

## Biografie
Leer werd in 1788 in Edam geboren als dochter van Pieter Jansse Leer en van Anna Geertruy Gunthers. Haar vader en moeder stierven toen zij nog kind was. Zij groeide op in het weeshuis voor arme kinderen in Edam. Zij werkte vervolgens als dienstbode en naaister in Amsterdam. Daar kwam ze in contact met de uit Puttershoek afkomstige schipper Stoffel Muller. Samen stichtten zij, met hulp van de Waddinxveense schout Dirk Valk, de Christelijke Broederschap. Met Muller sloot zij een "geestelijk huwelijk". De broederschap wees persoonlijk bezit af, stoorde zich niet aan het gezag van de burgerlijke overheid. Zij gingen uit van een godsbegrip, dat ontleend werd aan de brief van Paulus aan de Romeinen, hoofdstuk 11 vers 36: "Uit Hem en door Hem en tot Hem zijn alle dingen". De groep onder leiding van Muller, Valk en Leer verdiende de kost door het maken en verkopen van zwavelstokjes. Vandaar dat hun religie ook wel het "zwavelstokkengeloof" werd genoemd. Tegelijkertijd probeerden zij hun geloof te verspreiden. Vanwege hun afwijzing van de rol van de burgerlijke overheid stuitten zij op veel verzet van de plaatselijke overheden. Via Waddinxveen, Polsbroekerdam, Puttershoek en Dordrecht vonden zijn uiteindelijk in 1829 een definitieve vestigingsplaats in Zwijndrecht. Hier kreeg de broederschap haar bijnaam "Zwijndrechtse nieuwlichters". Zij kochten er een scheepswerfje en probeerden daar hun idealen van een christelijke commune te verwezenlijken. Tijdens hun omzwervingen waren zij meerdere malen met de overheid in conflict gekomen. Rond 1820 leidde dat tot een gevangenisstraf. Ook Leer bracht een jaar door in de vrouwengevangenis in het Sint-Jorisgasthuis te Dordrecht. In 1823 werden de uitgangspunten van de broederschap bij akte geregeld. Valk ging na 1823 zijn eigen weg en vestigde zich in Mijdrecht. Na het overlijden van Muller in 1833 probeerde Leer zijn werk voort te zetten, maar haar radicale standpunten over het vrije huwelijk en het gemeenschappelijk bezit werden door steeds minder leden van de broedergemeente gedeeld. In 1843 werd de gemeenschap opgeheven. Leer trok in bij haar dochter Josina. Na het overlijden van haar dochter in 1848 vond zij onderdak bij vrienden. In 1858 verhuisde zij naar Leiden, waar zij een winkeltje dreef. Vanaf 1860 woonde zij in het Bethlehemhofje aldaar. In die tijd maakte zij kennis met de schrijfster Louise Sophie Blussé, die haar memoires optekende en die deze memoires in 1892, onder het pseudoniem D.N. Anagrapheus, publiceerde. Leer overleed in juli 1866 op 78-jarige leeftijd aan de cholera in haar woonplaats Leiden.

## De Waterman
Leer heeft voor de schrijver Arthur van Schendel model gestaan voor Gees Baars een personage in zijn roman De Waterman.